# 붉은 바캉스 검은 웨딩
《붉은 바캉스 검은 웨딩》은 대한민국의 2011년 영화이다.

## 등급
- 청소년 관람 불가
- R21[1]

## 출연진
- 조선묵
- 오인혜
- 안지혜
- 이진주